# Ferula incisoserrata
Ferula incisoserrata är en flockblommig växtart som beskrevs av Pimenov och J.V.Baranova. Ferula incisoserrata ingår i släktet stinkflokesläktet, och familjen flockblommiga växter. Inga underarter finns listade i Catalogue of Life.